# Vångagylet (Kyrkhults socken, Blekinge, 624398-142524)
Vångagylet är en sjö i Olofströms kommun i Blekinge och ingår i Mörrumsån-Skräbeåns kustområde.